# آق‌محمدلو
آق‌محمدلو (به لاتین: Aghmamedlo) یک منطقهٔ مسکونی در گرجستان است که در شهرداری مارنئولی واقع شده‌است. آق‌محمدلو ۲٬۲۸۹ نفر جمعیت دارد.